# Petrus Wernink
Petrus Adrianus „Piet“ Wernink junior (* 1. April 1895 in Oudshoorn; † 29. November 1971 in Wassenaar) war ein niederländischer Segler.

## Werdegang
Petrus Wernink nahm an den Olympischen Spielen 1920 in Antwerpen teil, bei denen er neben Bernard Carp Crewmitglied der Oranje war, als deren Skipper Carps Bruder Joop Carp fungierte. Der einzige Konkurrent bei der Regatta war das französische Boot Rose Pompon von Skipper Albert Weil. Da sich die Rose Pompon wegen Problemen mit dem Zoll verspätete, wurde die erste von drei Wettfahrten nicht ausgetragen. Die zweite und dritte Wettfahrt gewann jeweils die Oranje, sodass Wernink und die Carp-Brüder Olympiasieger wurden.
Wernink war Direktor von Wernink N.V., einem Beton- und Baustoffhandel. Er erhielt das Offizierskreuz des Ordens von Oranien-Nassau.